# 21798 Mitchweegman
21798 Mitchweegman è un asteroide della fascia principale. Scoperto nel 1999, presenta un'orbita caratterizzata da un semiasse maggiore pari a 2,2455132 UA e da un'eccentricità di 0,1639315, inclinata di 6,50379° rispetto all'eclittica.